# San Pedro Acatlán
San Pedro Acatlán är en ort i Mexiko.   Den ligger i kommunen Tlapa de Comonfort och delstaten Guerrero, i den sydöstra delen av landet, 240 km söder om huvudstaden Mexico City. San Pedro Acatlán ligger 1 956 meter över havet och antalet invånare är 432.
Terrängen runt San Pedro Acatlán är huvudsakligen kuperad, men söderut är den bergig. Runt San Pedro Acatlán är det ganska glesbefolkat, med 36 invånare per kvadratkilometer. Närmaste större samhälle är Tlapa de Comonfort, 18,8 km norr om San Pedro Acatlán. I omgivningarna runt San Pedro Acatlán växer huvudsakligen savannskog.